# لويزا لينش
لويزا لينش ديل سولار Luisa Lynch del Solar؛ (ولدت في 1864- وتوفيت في عام 1937)، المعروفة أيضا باسم لويزا لينش دي مورلا من زواجها الأول ولويزا لينش دي غورماز من زواجها الثاني، كاتبة نسوية تشيلية وصحافية وشخصية اجتماعية بارزة. كانت أم الدبلوماسي كارلوس مورلا لينش، والكاتبة كارمن و سيمينا مورلا لينش. 

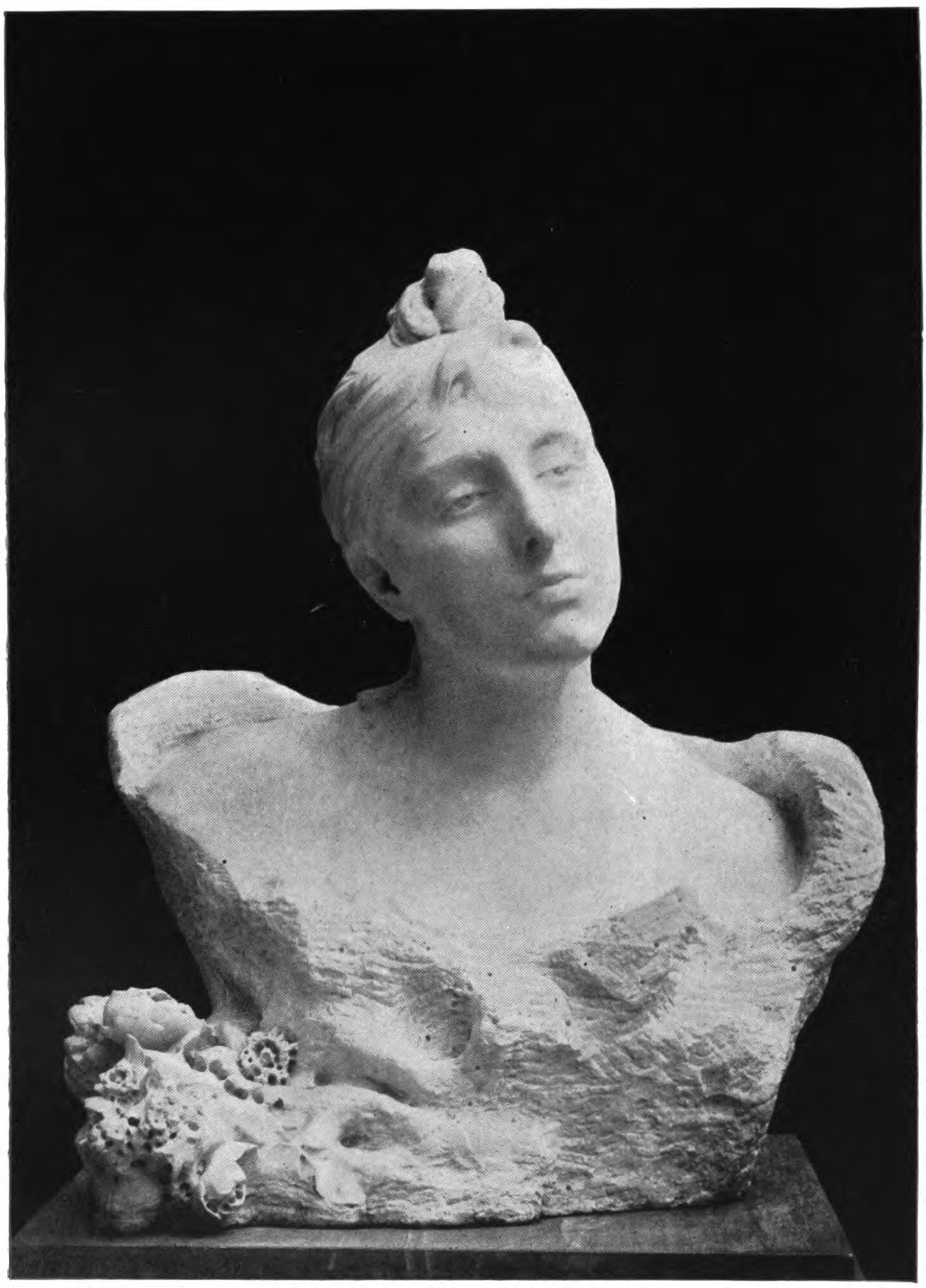
تمثال نصفي ل(لويزا لينش) من أوغست رودان (1888) في متحف أورساي في باريس

ومن المعروف أن جزءا من مخرجاتها الأدبية غير منشور أو متناثر في الصحف والمجلات - كما هو الحال أيضا مع الكاتبات النسويات الأخريات مثل ماريا لويزا فرنانديز María Luisa Fernández وسارة هوبنر دي فريسنو Sara Hübner de Fresno وبناتها. ويعتبر عملها الأدبي جزءا من أوائل القرن العشرين، التي تسعى إلى تعزيز التفكير النسوي والكفاح من أجل حقوق المرأة. وفي هذا السياق، شاركت في مختلف المنظمات النسائية والمؤسسات المكرسة للفن.
و يصنف عملها في إطار ما يسمى "النسوية الأرستقراطية"، جنبا إلى جنب مع كاتبات مثل إلفيرا سانتا كروز أوسا، إينيس إتيفيريا بيلو، ماريا مرسيدس فيال، تيريزا ويلمز مونت، ماريانا كوكس منديز، وسوفيا إيستمان.